# Georg Endress

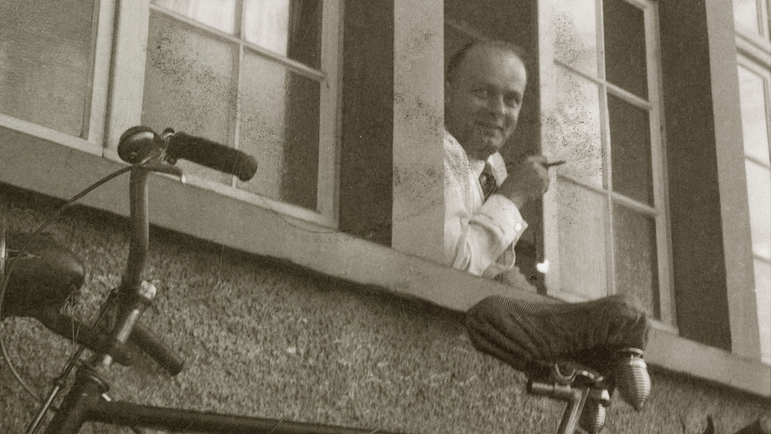
1955 meldet Georg H. Endress sein erstes Patent beim Schweizer Bundesamt für geistiges Eigentum an.

Georg Herbert Endress (* 9. Januar 1924 in Freiburg im Breisgau; † 14. Dezember 2008  in Arlesheim) war ein Schweizer Unternehmer der Mess- und Regeltechnik und Gründer von Endress+Hauser.

## Leben und Wirken
Endress wurde als Sohn eines Fabrikdirektors geboren. In jungen Jahren zog er mit der Familie nach Zagreb, wo er eingeschult wurde. Nach dem Besuch von weiterführenden Schulen in Basel mit Matura und einer Mechanikerlehre studierte er in Zürich Ingenieurwesen. Er war in mehreren schweizerischen und einem englischen Unternehmen tätig, bevor er 1953 mit dem Bankkaufmann Ludwig Hauser in Lörrach eine Vertriebsfirma für Füllstandmessgeräte gründete, aus der sich später die Endress+Hauser AG entwickelte. Bereits 1956 wurde mit der Produktion der ersten eigenen Messgeräte begonnen. Nach Erfolgen in Europa folgte die Gründung von Tochterunternehmen in den USA und in Japan (1970) und China (1980). 1995 gab Georg Endress die Leitung der Firma an seinen Sohn Klaus ab.
Eine besondere Verantwortung empfand Endress im Dreiländereck Deutschland, Frankreich und Schweiz, wo er sich nach eigenem Bekunden an der Beseitigung der mentalen Landesbarrieren beteiligen wollte. Er initiierte die trinationale Lehrlings- und Ingenieurausbildung am Oberrhein, förderte die grenzüberschreitenden Studienangebote der Berufsakademie Lörrach, der trinationale BioValley-Verband geht auf seine Initiative zurück. Darüber hinaus wirkte er im Wirtschaftsverband Industrieller Unternehmen Baden (wvib) und der Regio-Gesellschaft Schwarzwald-Oberrhein mit. 
Ab 1946 war Endress mit Alice Endress-Vogt (1919–2016) verheiratet; von den acht Kindern waren Ende 2008 fünf in der Endress+Hauser AG tätig.

## Ehrungen und Auszeichnungen
- Bundesverdienstkreuz 1. Klasse 1984
- Ehrendoktorwürde der Universität Basel 1990
- Ehrensenator der Universität Freiburg 1994
- Verdienstmedaille des Landes Baden-Württemberg 1994
- Ritter der französischen Ehrenlegion (Chevalier de la Legion d‘Honneur) 2000
- Ehrenpräsident des BioValley und des Wirtschaftsverbandes WVIB
- Ehrenbürger der Stadt Indianapolis (USA)
- Ehrenbürger der Gemeinde Maulburg im Wiesental (Baden-Württemberg) 1995
- Der oberrheinische Hochschulpreis Prix Bartholdi wurde Georg Endress 2011 posthum verliehen.[4]
- Die DHBW Lörrach benennt seit 2015 ihr Auditorium nach Georg Endress[5]

## Schriften
- (mit Lothar Späth, Martin Sättler, Rainer Röder und Dieter Pfister) Technologietransfer in Konzeption und Praxis. Poller, Stuttgart 1987, ISBN 3-87959-305-1 (Veröffentlichungen des International Hightech-Forum, Basel, 3).